# Ceylonglasögonfågel
Ceylonglasögonfågel (Zosterops ceylonensis) är en fågel i familjen glasögonfåglar inom ordningen tättingar. Den förekommer endast i Sri Lanka. Arten tros minska i antal, men beståndet anses ändå vara livskraftigt.

## Kännetecken

### Utseende
Ceylonglasögonfågeln är en elva centimeter lång fågel med en för släktet typisk fjäderdräkt: grönaktig ovansida, gulaktig undersida och en tydlig vit ögonring som gett familjen dess namn. Jämfört med liknande indisk glasögonfågel (Zosterops palpebrosus), som också förekommer i Sri Lanka, är den något större med längre näbb. Ovansidan är mattare grön utan indiska glasögonfågelns gula panna. Den har även en diffust avgränsat grått på tygeln som sträcker sig örontäckare och strupens sidor. Vidare är den mer färglöst olivgul på strupe och bröst.

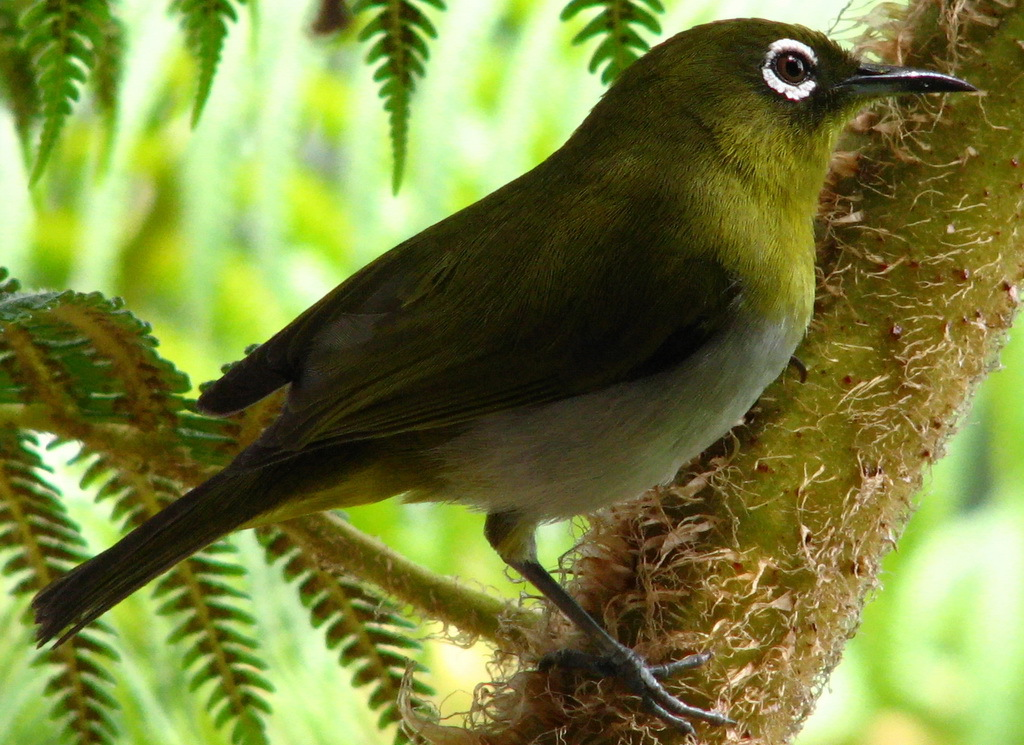
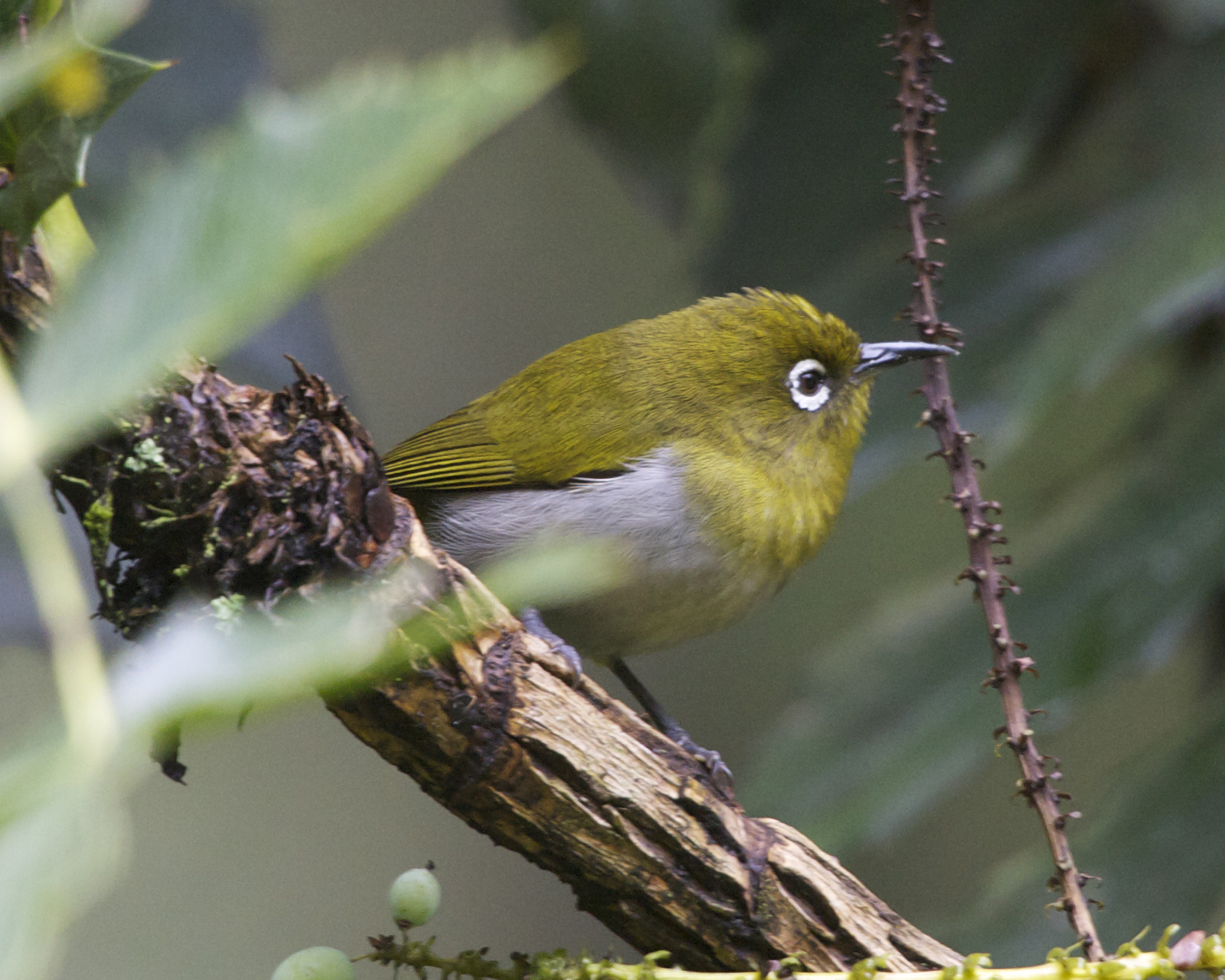
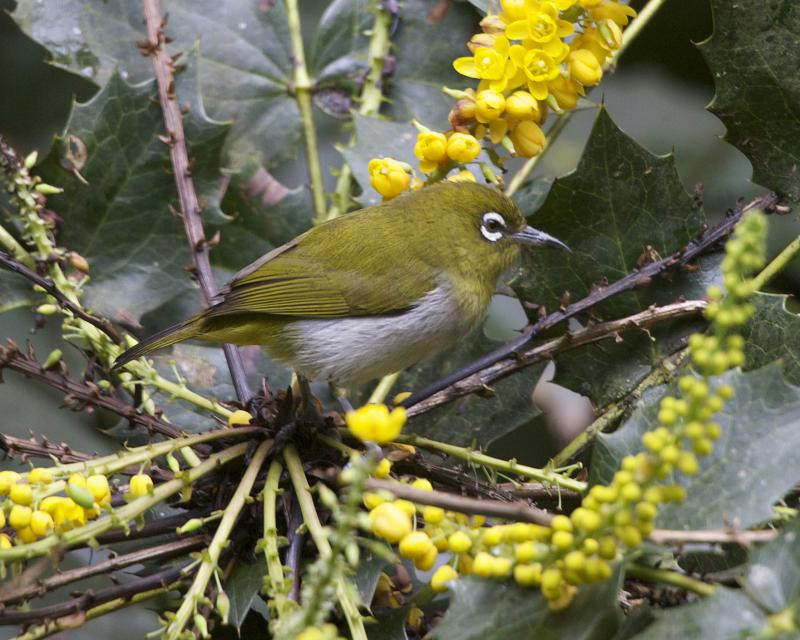

### Läte
Lätet är ett konstant upprepat tjirpande som liknar indiska glasögonfågelns men är mörkare och kraftigare i tonen. Den klingande sången som ofta hörs innan soluppgången har liknats vid ljudet från en rasslande nyckelknippa.

## Utbredning och systematik
Fågeln förekommer enbart i bergsskogar på Sri Lanka. Den behandlas som monotypisk, det vill säga att den inte delas in i några underarter.

## Levnadssätt
Ceylonglasögonfågeln hittas i skog, skogsbryn, teplantage och trädgårdar. Den lever av nektar, bär och insekter som små fjärilar och fjärilslarver. Fågeln häckar mellan februari och juli, med en topp i april, och ny aktivitet augusti–september.

## Status och hot
Arten har ett stort utbredningsområde och en stor population, men tros minska i antal, dock inte tillräckligt kraftigt för att den ska betraktas som hotad. Internationella naturvårdsunionen IUCN kategoriserar därför arten som livskraftig (LC).

## I kulturen
Fågeln finns på tretiofemcentsfrimärken från Sri Lanka.